# 芬克斯格羅夫 (伊利諾伊州)
芬克斯格羅夫（英語：Funks Grove）是位於美國伊利諾伊州麥克萊恩縣的一個非建制地區。該地的面積和人口皆未知。

## 地理
芬克斯格羅夫的座標為40°21′49″N 89°06′52″W / 40.36361°N 89.11444°W，而該地的平均海拔高度為211米（即692英尺）。